# 간가와촌
간가와촌(일본어: 神川村)은 일본 나가노현 지사가타군에 있던 촌이다. 현재의 우에다시에 해당한다.

## 역사
- 1889년 4월 1일 - 정촌제 시행에 의해 4촌의 구역을 확장해 성립하였다.
- 1956년 9월 30일 - 우에다시에 편입해, 동일 간가와촌은 폐지되었다.

## 교통

### 철도
- 일본국유철도
  - 신에쓰 본선 (현 시나노 철도
- 우에다 마루코철도
  - 마루코선

### 도로
- 국도 제18호선

## 참고문헌
- 角川日本地名大辞典 20 長野県